# Classe Suffren (cacciatorpediniere)
La classe Suffren, della Marine nationale detta anche type F60 FLE, è stata una classe composta da due fregate lanciamissili (frégates lance-engins - FLE) francesi, la cui unità capoclasse (con numerale D602) è stata impostata nel 1962 ed ha preso servizio nel 1967, la sua gemella è la Duquesne, con numerale D603.
La classe e la nave capoclasse prendono il nome da Pierre André de Suffren de Saint Tropez (1729-1788) viceammiraglio francese, la seconda unità prende il nome da Abraham Duquesne (1610-1688) tenente generale (viceammiraglio) francese.
Le unità erano armate di missili antinave Exocet, di missili antisommergibile Malafon e di missili antiaerei (SAM) navali Masurca, solo tre navi della Marine nationale hanno avuto in dotazione quest'ultimo tipo di missile, le due Suffren e l'incrociatore Colbert (C 611).
Dal 4 febbraio 1967 al 30 marzo 1968 il comandante della Suffren è l'allora capitano di vascello Philippe de Gaulle, figlio del generale de Gaulle, all'epoca Presidente della Repubblica francese.
Le due unità della classe Suffren sono state sostituite dalle due unità della classe Horizon.

## Unità
| Marine nationale | Marine nationale | Marine nationale | Marine nationale | Marine nationale | Marine nationale     | Marine nationale | Marine nationale    |
| Matricola        | Nome             | Cantiere         | Impostazione     | Varo             | Ingresso in servizio | Disarmo          | Note                |
| ---------------- | ---------------- | ---------------- | ---------------- | ---------------- | -------------------- | ---------------- | ------------------- |
| D602             | Suffren          | DCN, Brest       | 21/12/1962       | 15/07/1965       | 20/07/1967           | 02/04/2001       | Era basata a Tolone |
| D603             | Duquesne         | DCN, Lorient     | 01/04/1965       | 121/02/1966      | 01/04/1970           | 23/06/2007       | Era basata a Tolone |

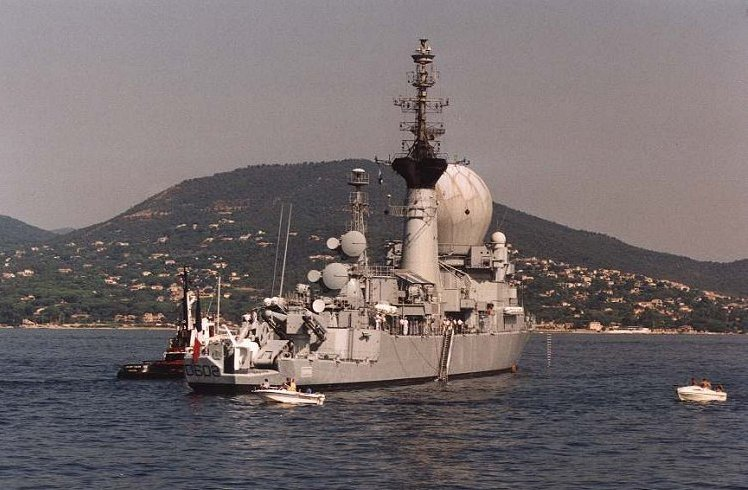
La Suffren nel 1994
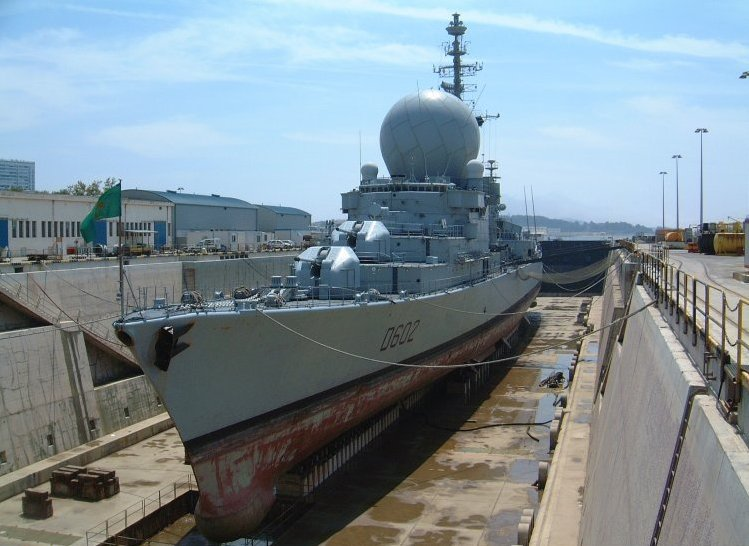
La Suffren nel 2001
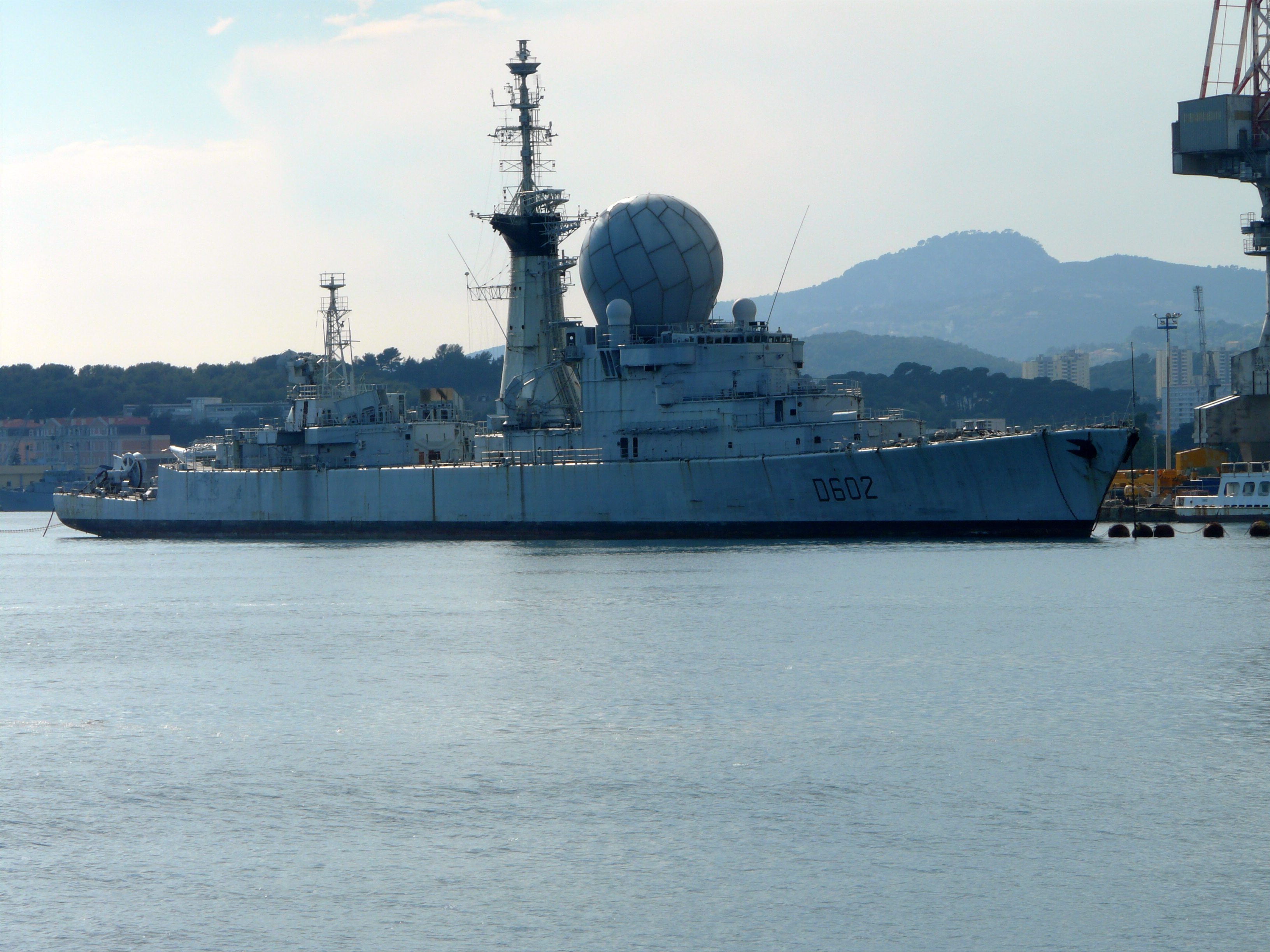
La Suffren nel 2008
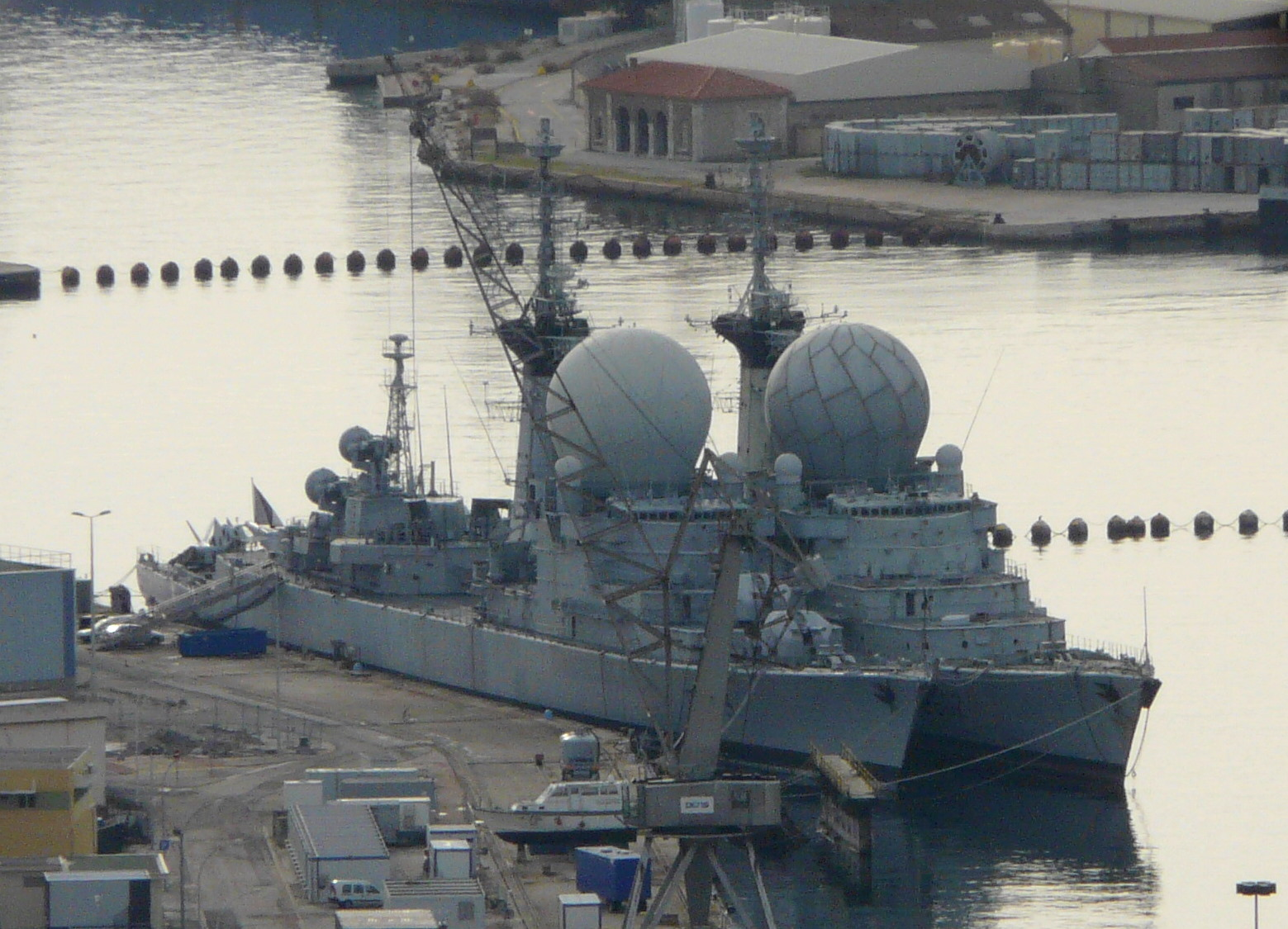
La Suffren e la Duquesne, disarmate, al porto di Tolone nel 2009
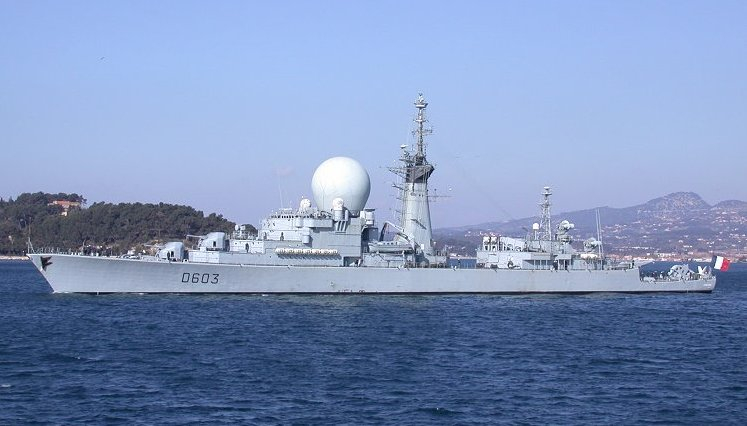
La Duquesne nel 2004
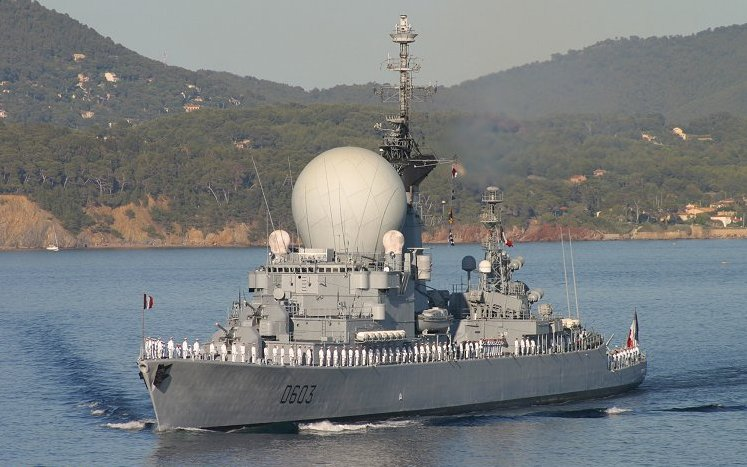
La Duquesne nel 2004
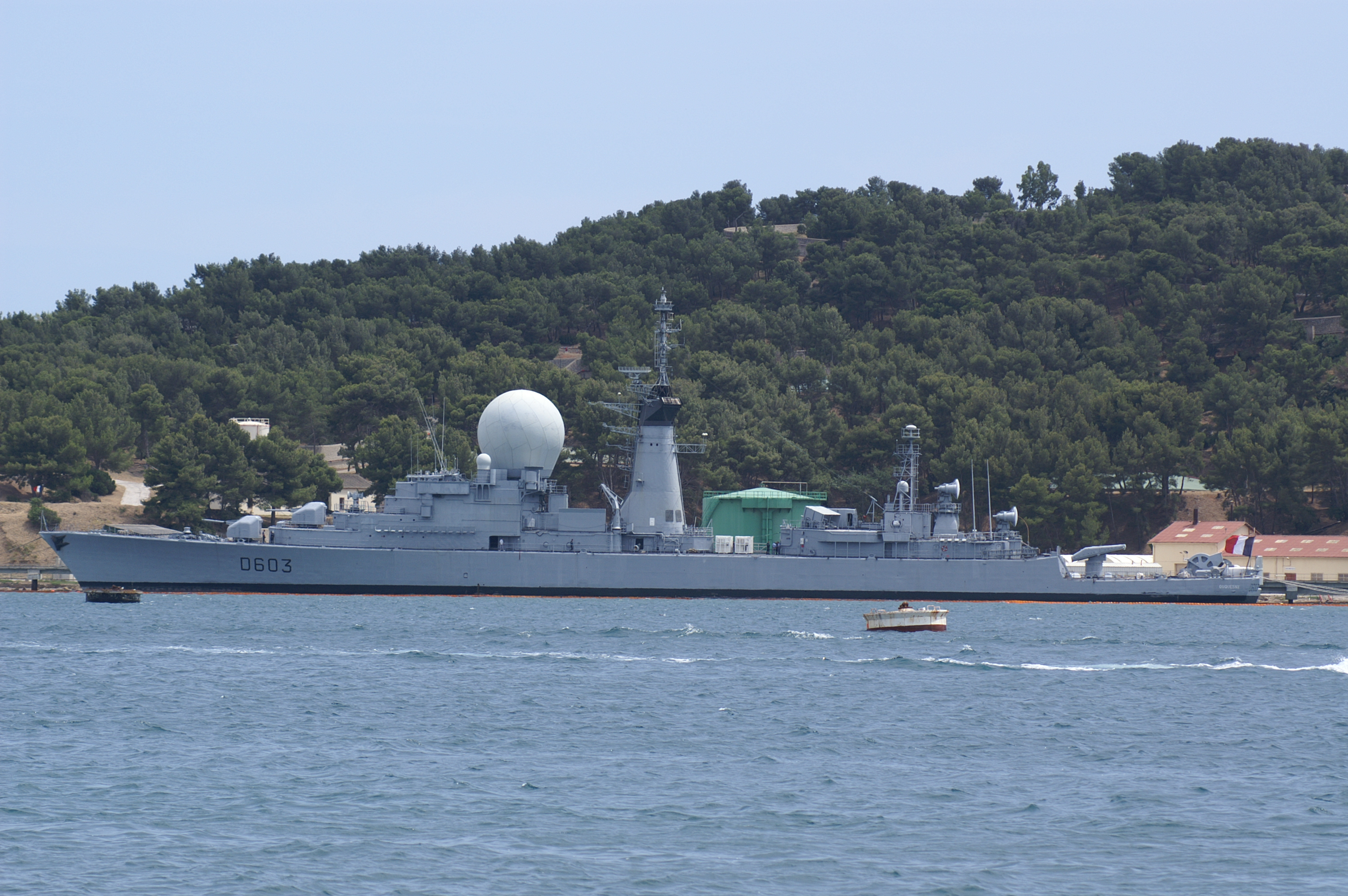
La Duquesne nel 2007
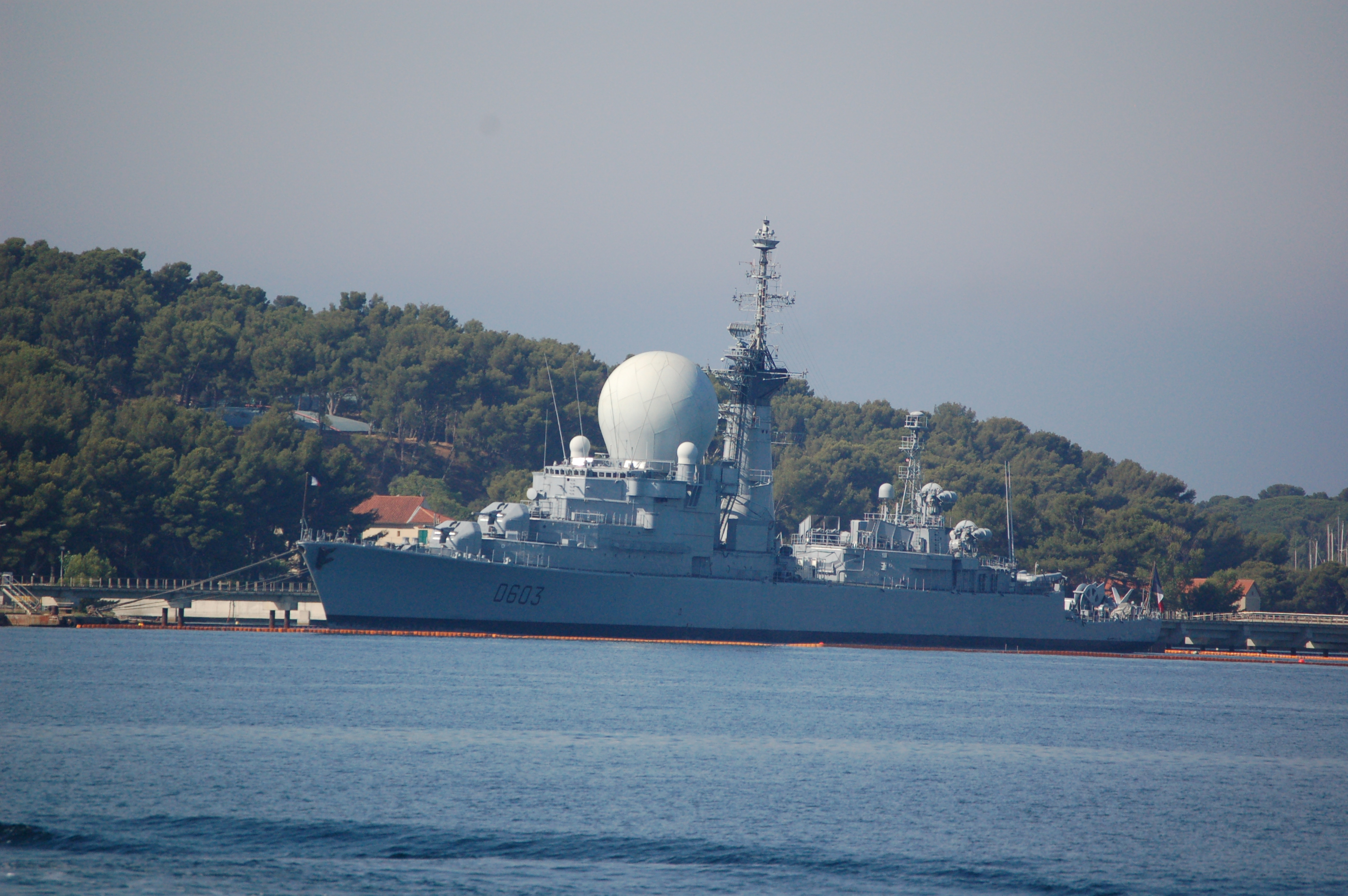
La Duquesne nel 2007